# Life Is Strange: Double Exposure
Life Is Strange: Double Exposure é um jogo eletrônico de aventura desenvolvido pela Deck Nine e publicado pela Square Enix. O jogo foi lançado para Microsoft Windows, PlayStation 5 e Xbox Series X/S em 29 de outubro de 2024, com uma versão para Nintendo Switch lançada em 19 de novembro de 2024. É o quinto título da franquia Life Is Strange e uma sequência direta do primeiro jogo focado na personagem Max Caulfield, que desenvolve a habilidade de alternar entre linhas do tempo alternativas para resolver o assassinato de sua amiga.

## Enredo
Max Caulfield, fotógrafa residente na prestigiada Universidade Caledon, encontra a grande amiga dela, Safi, morta na neve. Assassinada. Max tenta retroceder para salvá-la, mas ela não usava tal poder há muitos anos, então acaba acidentalmente abrindo um portal para uma linha do tempo alternativa onde Safi ainda está viva e correndo perigo! Max percebe que a pessoa responsável pelo crime pretende agir novamente nas duas realidades.

## Desenvolvimento
O jogo foi anunciado pela primeira vez em 9 de junho de 2024 durante o Xbox Games Showcase, confirmando o retorno de Max Caulfield como personagem jogável pela primeira vez desde Life is Strange: Before the Storm, de 2017. Mais detalhes serão divulgados durante uma transmissão ao vivo oficial com a desenvolvedora Deck Nine em 13 de junho de 2024.

## Lançamento
Double Exposure foi lançado em 29 de outubro de 2024 para Microsoft Windows, PlayStation 5, Xbox Series X e Series S. O jogo também foi lançado para Nintendo Switch, com mais detalhes a serem anunciados posteriormente. Assim como em True Colors, a história do jogo será dividida em capítulos.
O jogo está disponível em três edições: padrão, deluxe e definitiva. Embora o lançamento completo do jogo tenha sido em 29 de outubro de 2024, os jogadores que fizerem a pré-venda da edição definitiva receberam acesso antecipado aos Capítulos 1 e 2 em 15 de outubro de 2024.